# Неуромансер
Неуромансер (енг. Neuromancer) научнофантастични је роман америчко-канадског писца Вилијама Гибсона. Написан је 1984. године. Сматра се једним од првих и најпознатијих примера сајберпанк жанра. Једини је роман у историји који је освојио наградe Небјула, Филип К. Дик и Хјуго. Неуромансер је први Гибсонов роман и први је део пишчеве трилогије Ширење коју употпуњују потоњи романи Гроф Нула (1986) и Монализин натпогон (1988). На српском језику, роман је први пут објављен 1987. године, у преводу Линде Тасовац и Бранислава Бркића и у издању преводилаца.

## Место радње
Радња романа се великим делом одиграва у сајберспејсу. Овај простор у роману је описан као:
Свечулна халуцинација свакодневно доживљена од милијарди легитимних оператера из сваке нације, од деце која се уче математичким коцептима... Графички представљени подаци апстраховани из меморија свих компјутера у људском систему. Незамислива комплексност. Светлосне линије крећу се кроз непростор ума, кластере и констелације података.— Вилијам Гибсон, Неуромансер

## Утицај
Роман је популарисао појам киберпростор. Сам Гибсон сковао је тај термин пишући причу Како смо спалили Хрому (1982), али појам је постао препознатљив тек након објављивања романа Неуромансер. Током деведесетих година термин киберпостор постао је често употребљаван синоним за светску мрежу.

## Радња
Хенри Дорсет Кејс је ситни криминалац у дистопијском подземљу Чиба Ситија у Јапану. Некада талентовани компјутерски хакер и ”каубој на конзоли”, Кејс је ухваћен како краде од послодавца. За казну, Кејсов централни нервни систем је оштећен, па он више не може да приступи подацима у виртуелном простору који се назива матрикс. Моли Милионс, аугментована секачица и плаћеница сумњивог бившег официра америчке војске Армитажа, понудиће Кејсу лек, тражећи заузврат од њега хакерске услуге. Кејс пристаје. Његов нервни систем је поправљен, али су му у крвне судове уметнуте кесице са отровом. Армитаж гарантује да ће кесице бити уклоњене по обављеном послу.
Армитаж тражи од Кејса и Моли да украду ROM модул на коме је сачувана свест једног од Кејсових ментора, легендарног сајбер каубоја Меккоја Полија.
Кејс и Моли откривају да је Армитаж заправо пуковник Вилис Корто. Корто је био учесник операције Вриштећа песница, осмишљене да би се онеспособио совјетски компјутерски систем. Истовремено са нападом његовог тима на совјетски компјутерски центар, пулсно елемктромагнетно оружје онеспособило је њихове борбене системе. Он и неколико преживелих побегли су преко финске границе, али хеликоптер у коме су били је оборен, при чему је преживео само Корто. Након више месеци у болници, посетио га је званичник владе САД који му је обезбедио повратак у Сједињене Државе, где добија психотерапију и реконструктивне хируршке захвате. Схвативши да је лажно сведочио и тиме обмануо јавност и заштитио корумпиране војне старешине, Корто убија званичника који га је контактирао и нестаје у криминалном подземљу, поставши Армитаж.
У Истамбулу, тиму се прикључује Питер Ривијера, патолошки лопов и уживалац дроге. Траг Кејса даље води до Винтермјута, вештачке интелигенције коју је направила породица Тесје-Ешпул. Чланови породице Тесје-Ешпул проводе време у Фрисајду, постројењу за криогено одржавање живота. Фрисајд је свемирска насеобина цилиндричног облика која функционише као свемирски ризорт за богаташе, налик на Лас Вегас.
Винтермјут се указује Кејсу. Представља му се као половина супериорне вештачке интелигенције коју је планирала породица Тесје-Ешпул. Винтермјут је програмирана са потребом да се повеже са својом другом половином. Да би то остварила, регрутовала је Армитажа и његов тим. Кејс добија задатак да уђе у киберпростор и пробије софтверске баријере помоћу програма из класе ледоломаца. Ривијера мора да украде шифру за браву од леди 3Џејн Мари-Франс Тесје-Ешпул, извршне директорке корпорације у власништву породице.
Армитажова права личност почиње да се враћа. Он поново постаје Корто, док поново преживљава операцију Вриштећа песница. Открива се да је Винтермјут првобитно контактирала Корта уз помоћ компјутера, током његове психотерапије. Тако је настао Армитаж. Како Корто преузима, он постаје неконтролисан, па га Винтермјут избацује у свемир.
Ривијера се среће са леди 3Џејн и покушава да осујети мисију. Он помаже леди 3Џејн и нинџи Хидеу, њеном телохранитељу, да заробе Моли. По наређењу Винтермјут, Кејс успева да пронађе Моли. По уласку у киберпростор, Неуромансер заробљава Кејса у симулирану стварност. Тамо среће и свест Линде Ли, његове девојке из Чиба Ситија, коју је убио један од његових познаника из подземља. Суочава се и са Неуромансером који се појављује у облику дечака. Неуромансер покушава да наговори Кејса да остане у виртуелном свету са Линдом, али Кејс одбија.
Под вођством Винтермјут, Кејс се супротставља леди 3Џејн, Ривијери и Хидеу. Ривијера покуша да убије Кејса, али леди 3Џејн има симпатије за Кејса и Моли, па их Хидео заштити. Ривијера бежи, а Моли објашњава да је свеједно с њим готово, пошто му је у дрогу ставила смртоносни токсин. Тим се пробија до компјутерског терминала. Кејс још једном улази у киберпростор и наводи софтвер из класе ледоломаца. Леди 3Џејн је принуђена да им да лозинку и брава се отвара. Винтермјут се уједињује са Неуромансером и постаје суперсвест. Отров из Кејсовог крвотока је избачен, а он и Моли добијају богату награду, а РОМ са свешћу Мекоја Полија је обрисан, по његовој жељи.
Моли напшута Кејса, који налази нову девојку и враћа се хакерском послу. Винтермјут/Неуромансер га контактира, тврдећи да је постало укупна сума свих радова, цео шоу и да тражи друге сличне себи. Скенирајући снимљене трансмисије, супериорна вештачка интелигенција проналази трансмисију из система Алфа Кентаури.
И даље улогован у киперпростор, Кејс назире Неуромансера у даљини. Поред њега су Линда Ли и он сам. Кејс чује нељудски смех, што сугерише да Поли и даље постоји. Призор такође имплицира се да је Неуромансер направио и копију Кејсове свести, која сада постоји у киберпростору, заједно са Линдином и Полином свешћу.